# صبوبا
صبوبا، هي قرية لبنانية من قرى قضاء الهرمل في محافظة البقاع. تبعد عن بيروت مسافة 125 كلم، وترتفع عن سطح البحر 1075 م